# Shadows Fall
Gli Shadows Fall sono un gruppo musicale statunitense formatosi a Springfield, Massachusetts, nel 1996. Sono considerati tra i gruppi più iconici della New wave of American heavy metal.

## Storia del gruppo
Gli Shadows Fall nacquero nel 1996 dai chitarristi Jonathan Donais e Matt Bachand, con l'aiuto di Adam Dutkiewicz alla batteria nell'EP To Ashes del 1997 e nei primissimi demo.
Successivamente la line-up venne completata con l'arrivo del cantante Philip Labonte, del bassista Paul Romanko e del batterista David Germain. Nel 1998 uscì Somber Eyes to the Sky, il primo full length del gruppo, per la Lifeless Records, l'etichetta di Matt Bachand. La loro fama si estese in tutto il Massachusetts e firmarono un contratto per la indie californiana Century Media Records.

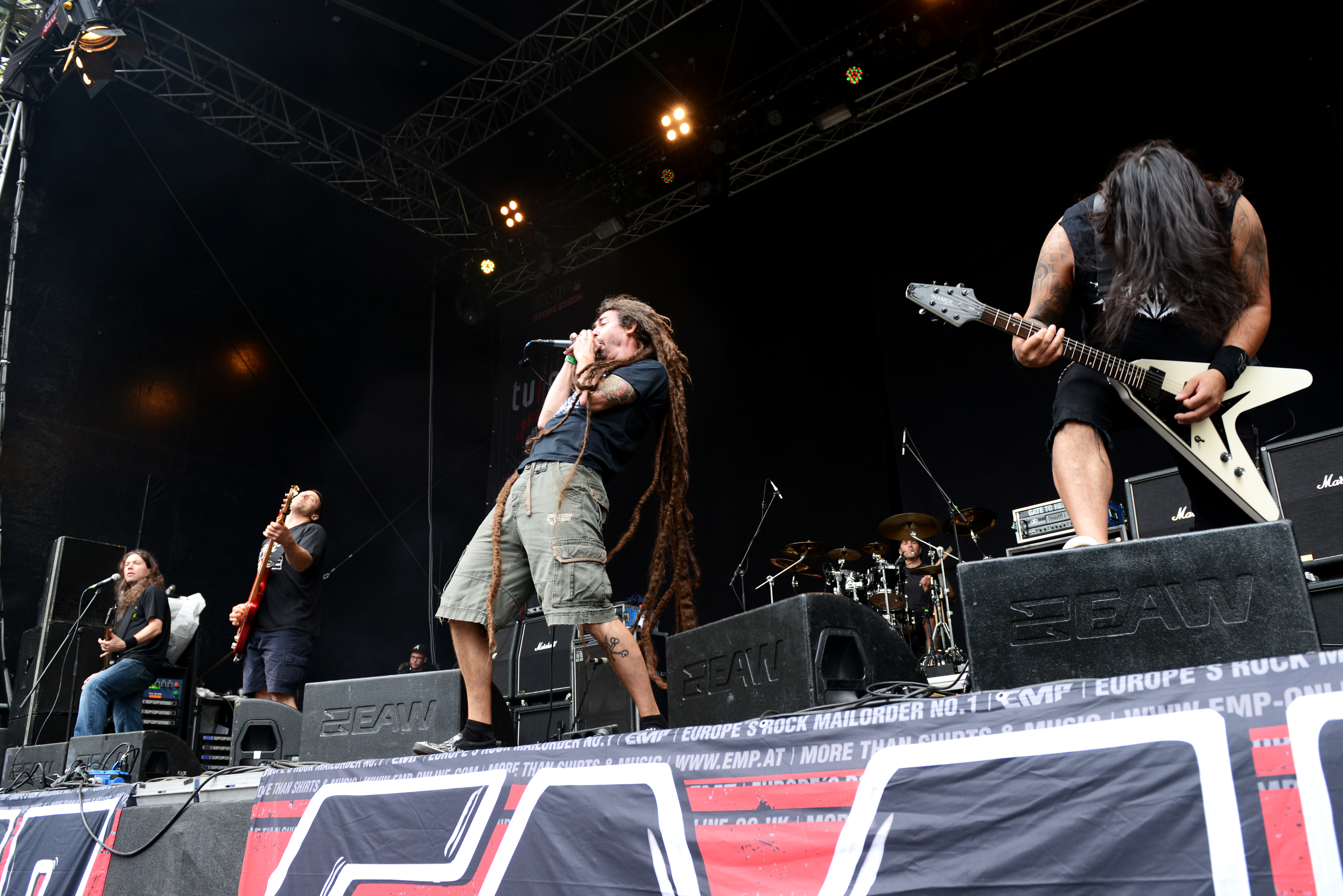
Shadows Fall, Turock Open Air, Essen 2014

In Of One Blood (2000) Brian Fair degli Overcast entrò nella band per rimpiazzare Philip Labonte che decise di entrare negli All That Remains. A differenza di Labonte che prediligeva un cantato in stile death metal, Fair è capace di passare da un cantato in scream ad uno in clean a quello hardcore. Con Fair vennero registrate nuovamente le canzoni Revel in My Loss, To Ashes e Fleshold del primo LP e il gruppo cominciò un tour mondiale di supporto ad artisti come In Flames, Misfits e King Diamond.
Il terzo album della band, The Art of Balance, fu pubblicato il 17 settembre 2002 e vide un cambio nella sezione ritmica a causa del nuovo batterista, Jason Bittner, l'obiettivo fu quello di trovare il bilanciamento perfetto tra aggressività e melodia che ha come conseguenza un allontanamento dal classico sound melodic death per un avvicinamento ad un approccio thrash metal, lo stesso Brian Fair fece un minore uso del cantato clean. Il cambiamento si può notare nella canzone Stepping Outside the Circle precedentemente pubblicata in Fear Will Drag You Down.
Nel 2003 gli Shadows Fall parteciparono all'Ozzfest, dove vennero considerati come il miglior nuovo gruppo, vendettero sempre più album ad ogni tappa e più di ogni altro gruppo del second stage, e all'Headbanger's Ball tour insieme a Killswitch Engage e Lamb of God. Vennero girati tre video (Thoughts Without Words, Destroyer of Senses e The Idiot Box) e raggiunsero le 100 000 copie vendute (prima volta per un gruppo della Century Media).
The War Within, il quarto album, è uscito il 21 settembre 2004 accompagnato dai video di The Power of I and I, What Drives the Weak, Inspiration on Demand e di Enlightened By The Cold e ha raggiunto presto il primo posto della Billboard Independent Albums chart vendendo circa 300 000 copie solo negli Stati Uniti.
Nello stesso anno Alternative Press li ha nominati uno dei "Cinqye migliori gruppi metal di oggi", i lettori di Revolver Magazine li hanno eletti Best New Band e hanno vinto un Golden God Award come miglior gruppo underground ai Metal Hammer Awards. I due chitarristi hanno cominciato a tenere una colonna su Guitar World Magazine e hanno stilato una delle classifiche dei migliori 100 chitarristi di tutti i tempi. Il batterista Jason Bittner è stato nominato #1 Up and Coming Drummer del 2004 in un sondaggio tra i lettori di Modern Drummer. Nel novembre 2005 esce The Art of Touring, il primo DVD della band, che contiene esibizioni live, riprese nel backstage e 6 video. L'ultimo album per la Century Media è uscito il 13 giugno 2006 con il titolo di Fallout From The War.
Il gruppo ha registrato una canzone dal titolo Fury of the Storm per il wrestler WWE Rob Van Dam che compare nel CD WWE: Wreckless Intent. La canzone The Light That Blinds compare nel gioco per PlayStation 2 Guitar Hero II. Dopo aver firmato un contratto di distribuzione con la Roadrunner Records, il 3 aprile 2007 la band ha pubblicato il suo quinto album dal titolo Threads of Life, che in due mesi ha venduto circa 59 000 copie nei soli Stati Uniti d'America. La canzone Still I Rise, dell'album Retribution, è disponibile come DLC per il gioco Guitar Hero 5. Seguono gli album  Retribution del 2009  Fire from the Sky del 2012, promossi da tour internazionali.
Nell'agosto 2014 la band annuncia che terrà un ultimo tour di addio in Nord America e in Europa, prima di entrare in una pausa indefinita dall'estate 2015.
Nell'aprile 2021 il batterista Jason Bittner dichiara che i componenti del gruppo si sono incontrati nuovamente e che non vi è intenzione di registrare nuova musica insieme, ma quantomeno di ritornare a suonare dal vivo. Nel dicembre dello stesso anno il gruppo fa il suo ritorno con un concerto da headliner al Palladium di Worcester, Massachusetts. Nel 2022 partecipa al Furnace Festival e al Blue Ridge Festival. Dal 2023 torna a suonare attivamente in occasione di diversi festival internazionali.
Il 6 dicembre 2024 il gruppo pubblica il singolo In the Grey.

## Formazione

### Formazione attuale
- Brian Fair – voce (1999-2015, 2021-presente)
- Jonathan Donais – chitarra, cori (1996-2015, 2021-presente)
- Matt Bachand – chitarra, cori (1996-2015, 2021-presente)
- Paul Romanko – basso (1997-2015, 2021-presente)
- Jason Bittner – batteria (2001-2015, 2021-presente)

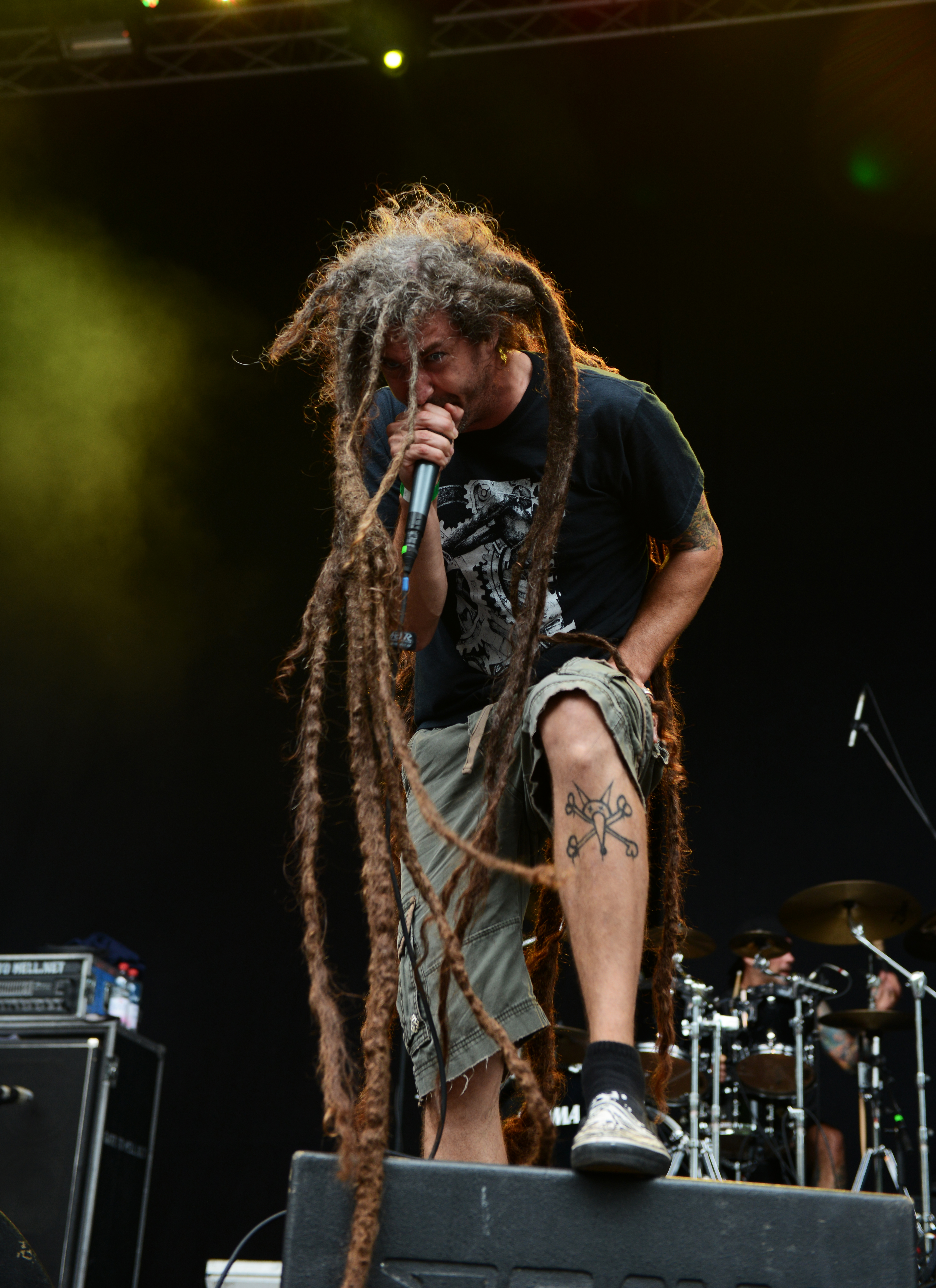
Brian Fair, 2014
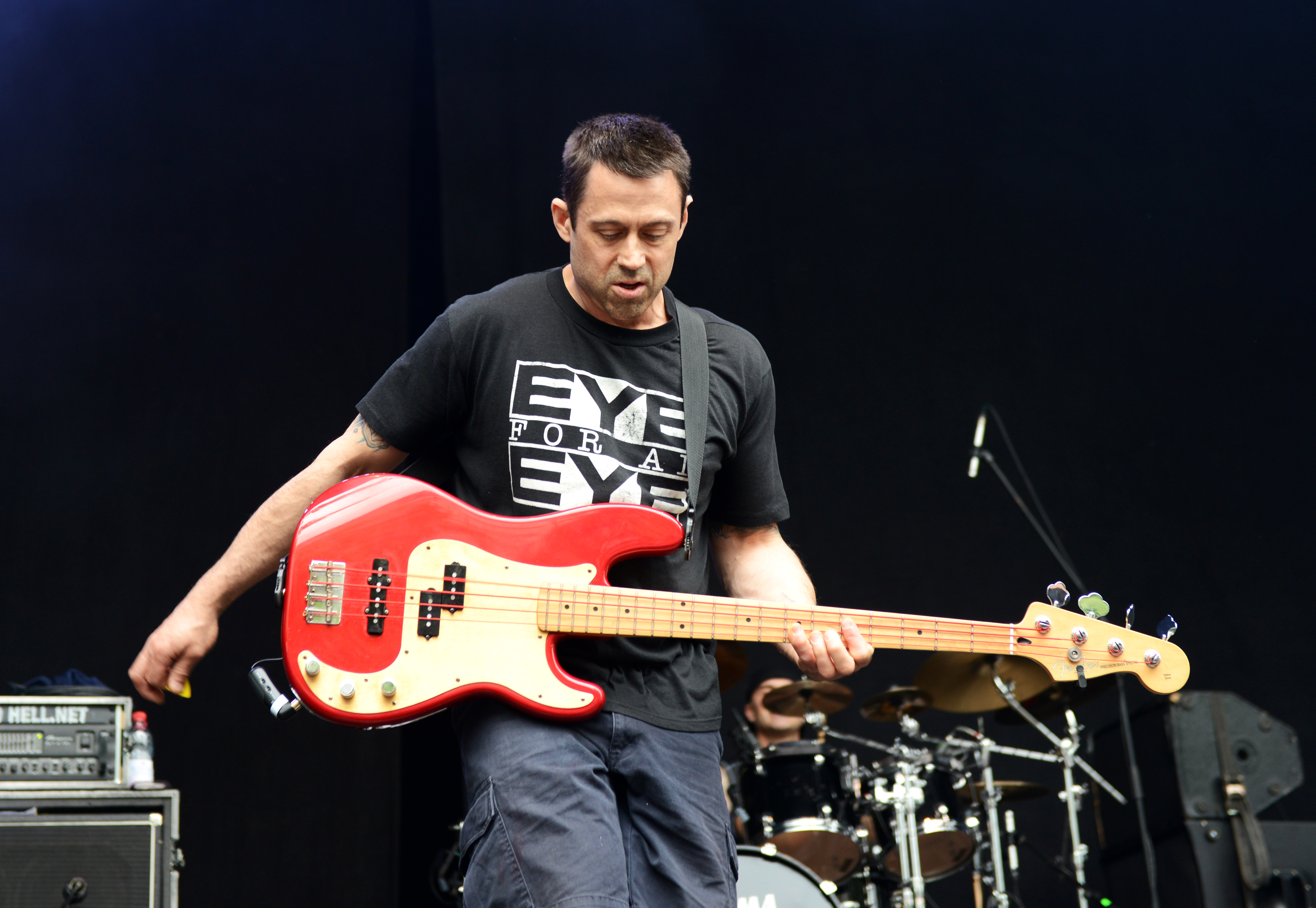
Paul Romanko, 2014
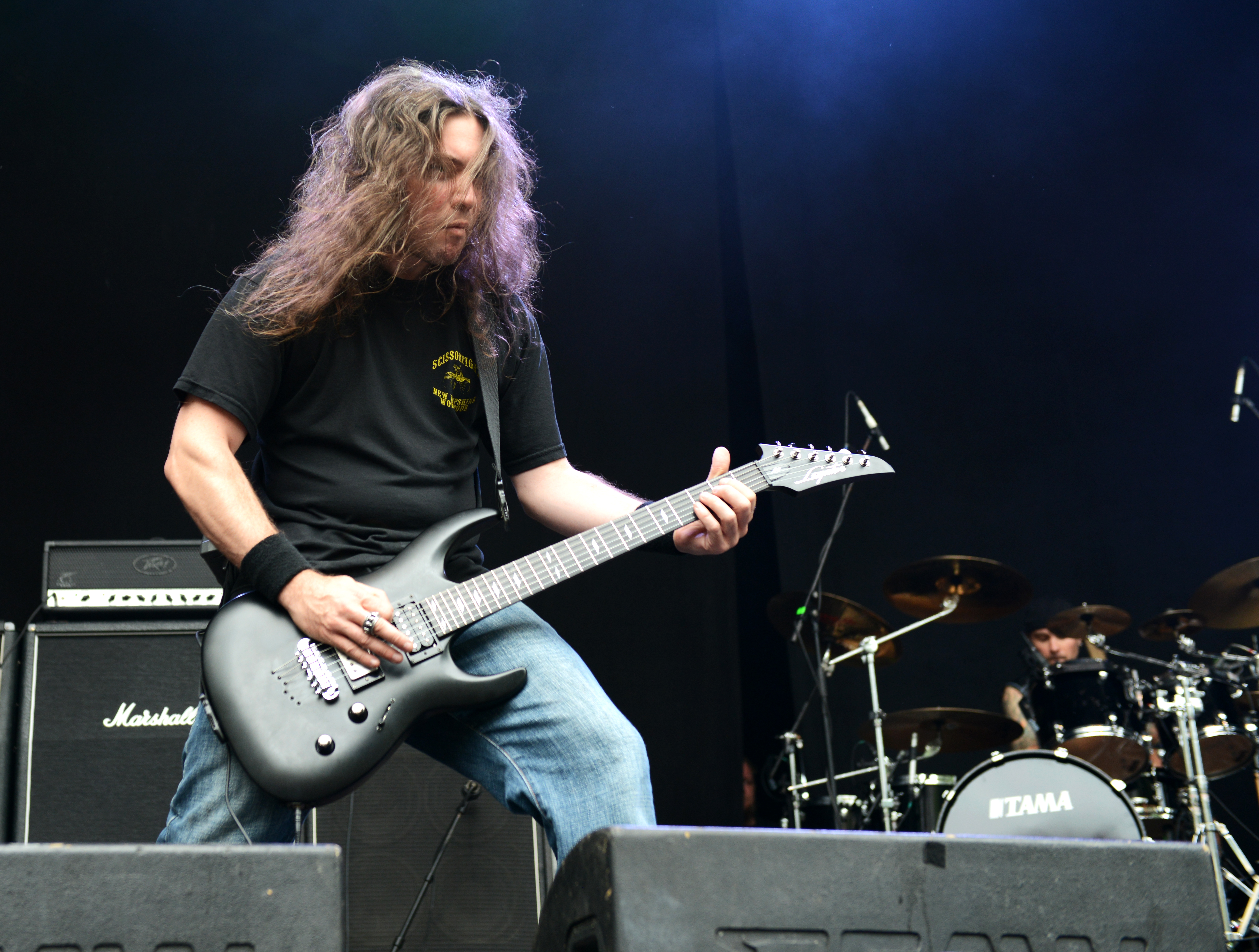
Matt Bachand, 2014

### Ex componenti
- Philip Labonte – voce (1997-1999)
- David Germain – batteria (1996-2000)
- Mark Laliberte – basso (1996-1997)
- Damien McPherson – voce (1996-1997)
- Derek Kerswill – batteria (2000-2001)
- Adam Dutkiewicz – batteria (1996)

## Discografia

### Album in studio
- 1998 – Somber Eyes to the Sky
- 2000 – Of One Blood
- 2002 – The Art of Balance
- 2004 – The War Within
- 2007 – Threads of Life
- 2009 – Retribution
- 2012 – Fire from the Sky

### EP
- 1997 – To Ashes
- 2001 – Deadworld
- 2005 – Live in Japan

### Singoli
- 1998 – To Ashes
- 2000 – Of One Blood
- 2003 – Destroyer of Senses
- 2005 – Inspiration on Demand
- 2007 – Redemption
- 2007 – Another Hero Lost
- 2008 – Forevermore
- 2012 – The Unknown
- 2024 – In the Grey

### Raccolte
- 2002 – Fear Will Drag You Down
- 2006 – Fallout from the War
- 2007 – Seeking The Way: The Greatest Hits

### Album dal vivo
- 2006 – The Art of Touring (Drunk & Shitty in Every City)

### Videoclip
- Destroyer of Senses
- Enlightened By The Cold
- Inspiration On Demand
- The Idiot Box
- The Power of I and I
- Thought Without Words
- What Drives The Weak
- In Effigy
- Redemption
- Burning The Lives
- Another Hero Lost
- Forevermore
- Still I Rise

### Album video
- 2005 – The Art of Touring